# سامرهیون (آریزونا)
سامرهیون (به انگلیسی: Summerhaven) یک منطقهٔ مسکونی در ایالات متحده آمریکا است که در شهرستان پیما، آریزونا واقع شده‌است. سامرهیون ۱۱٫۷۵ کیلومتر مربع مساحت و ۲٬۳۱۰ نفر جمعیت دارد و ۲٬۳۴۶٫۹۹ متر بالاتر از سطح دریا واقع شده‌است.